# Данн, Джеймс (актёр)
Джеймс Данн (англ. James Dunn, 2 ноября 1901 — 3 сентября 1967) — американский актёр, лауреат премии «Оскар».

## Биография
Джеймс Данн родился в Нью-Йорке в семье биржевого маклера с Уолл-стрит. Предки его родителей были выходцами из Ирландии. Карьеру в шоу-бизнесе начал с выступлений в водевилях, а в конце 1920-х годов дебютировал в кино на студии Astoria studios.
В 1931 году Данн подписал контракт со студией «Fox», на которой в последующие несколько лет появился в 22 кинокартинах. Первой его заметной ролью стал Эдди Коллинз в фильме «Плохая девчонка» (1931), после чего актёр успешно показал себя в кинокартинах «Девушка из общества» (1932) с Пегги Шэннон и «Привет, сестра!» (1933) с Бутс Мэлори. В 1934 году Джеймс Данн снялся в четырёх картинах с Ширли Темпл — «Браво, малышка!», «Вставай и пой!», «Измена» и «Сияющие глазки». Однако эти роли не способствовали заметному развитию его кинокарьеры, а проблемы с алкоголем в конце 1930-х годов заметно сократили его перспективы на получение хороших ролей.
На этом фоне большим событием для Данна в 1946 году стало присуждение Американской киноакадемией «Оскара» в номинации «Лучший актёр второго плана» за роль безработного алкоголика, отца главной героини, в фильме «Дерево растёт в Бруклине». Однако успех был недолгим, и уже в начале 1950-х годов актёр, перебиваясь небольшими ролями на телевидении, испытывал финансовые трудности, и вновь вернулись проблемы с алкоголем. Последней заметной ролью в его карьере стал Ирл Морган в сериале «Эта большая жизнь», в котором он снимался с 1954 по 1956 год.
Джеймс Данн трижды был женат. Его первый брак с Эдной О’Лир завершился разводом, со второй супругой, актрисой Фрэнсис Гиффорд, он расстался в 1942 году, а с третьей — Эдной Раш — оставался вместе до своей смерти в сентябре 1967 года от осложнений после операции на желудке.
Его вклад в кино и телевидение отмечен двумя звёздами на голливудской «Аллее славы».

## Награды
- Оскар 1946 — «Лучший актёр второго плана» («Дерево растёт в Бруклине»)